# Heinrich Wohlmeyer (Agrarwissenschaftler)

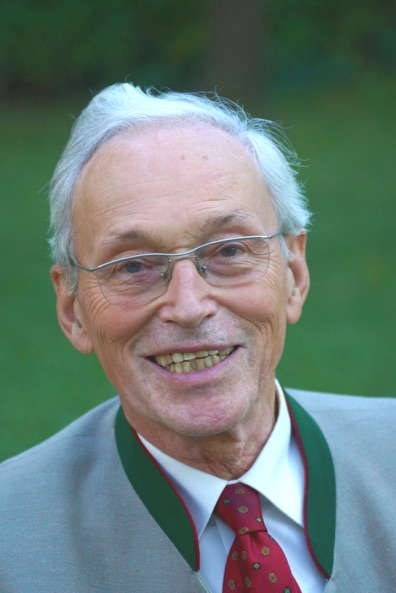
Heinrich Wohlmeyer (2015)

Heinrich Wohlmeyer (* 12. Jänner 1936 in St. Pölten, Niederösterreich) ist ein österreichischer Industrie- und Forschungsmanager sowie Regionalentwickler.

## Leben
Heinrich Wohlmeyer war das dritte von fünf Kindern von Margarethe Wohlmeyer, geb. Voak und des Rates des Bundesgerichtshofes Johann Wohlmeyer. Im Zuge der Verfolgung durch die Nationalsozialisten starb sein Vater im Jahre 1939. Zu Ostern 1945 traf die letzte Front des Zweiten Weltkrieges den Raum St. Pölten und das Elternhaus wurde total zerstört. Seine Mutter wurde krank und die Kinder wurden verteilt. Heinrich Wohlmeyer wurde von einer Bauernfamilie in Flinsbach, Gemeinde Neidling bei St. Pölten aufgenommen.
Wohlmeyer studierte in Wien Rechtswissenschaft und Landwirtschaft. 1954 wurde er Mitglied der katholischen Studentenverbindung KaV Norica Wien im ÖCV und 1969 der KDStV Agilolfia Freising im CV. Als Fulbrightstipendiat an der University of Kansas in den USA beschäftigte sich Wohlmeyer mit „Agricultural Economics and Business Administration“. Er promovierte im Jahr 1960 in London über „Internationale Rohstofflenkungsabkommen“.
Wohlmeyer war 20 Jahre in der Industrie, Regionalentwicklung und Handelspolitik tätig. Gute zehn Jahre war Wohlmeyer Forschungsmanager. Hierzu baute er die Österreichische Vereinigung für Agrar- und Lebenswissenschaftliche Forschung und die Österreichische Gesellschaft für Biotechnologie auf. Er lehrte an der Technischen Universität Wien und an der Universität für Bodenkultur in Wien.
Heute bewirtschaftet Wohlmeyer einen Bergbauernhof in Lilienfeld. Wohlmeyer ist verheiratet, hat drei Töchter und fünf Enkelkinder.

## Veröffentlichungen, Positionen
Wohlmeyer entwarf das erste „Grüne Energieprogramm“ für Österreich und zeigte frühzeitig die Möglichkeiten der kreislauforientierten Nutzung nachwachsender Rohstoffe und Primärenergieträger auf. Die Strategien für die gesetzliche Herstellung gerechter Wettbewerbsverhältnisse im Bereich der landwirtschaftlichen Rohstoffe verarbeitenden Industrie vor dem EU-Beitritt Österreichs sind weitgehend das Werk von Wohlmeyer. Weiters initiierte Wohlmeyer die österreichische Ausgleichsabgabengesetzgebung, verfasste zahlreiche handelspolitische Artikel sowie das Buch „The WTO, Agriculture and Sustainable Development“ (2002).
Ab den 2000er-Jahren widmete sich Wohlmeyer der Gesellschaftspolitik und deren Neuorientierung. In „Globales Schafe Scheren“ (2006) weist er auf nach seiner Einschätzung nicht durchhaltbare gesellschaftliche und ökologische Entwicklungen hin und führt konkrete Vorschläge für Umsteuerungen an. In „Empörung in Europa“ (2012/2014) zeigt er zu beschreitende Wege aus der Krise für die Politiker und Bürger auf. Das Manifest „Unverzichtbare Eckpunkte einer weltweit zukunftsfähigen Gesellschaftsgestaltung“ (2014) geht ein auf die nach Wohlmeyer wesentlichen, für eine zukunftsfähige Gesellschaftsgestaltung unverzichtbaren internationalen und nationalen Rahmensetzungen.
2015 engagierte er sich für das EU-Austritts-Volksbegehren. Er kritisierte die Europa und den Weltfrieden gefährdende Geopolitik. Er arbeitete an einem „Wiener Memorandum“ zu den aktuellen Flüchtlingsbewegungen mit. Er veröffentlichte Artikel und hielt Vorträge zu den geplanten CETA-, TISA- und TTIP-Abkommen und zur Frage der aktuellen Migrationsbewegungen.
2016 war Wohlmeyer Mitbegründer der Initiative Christen für Norbert Hofer – Verantwortung für Österreich, die in der Bundespräsidentenwahl für den freiheitlichen Kandidaten Norbert Hofer warb.

## Ehrungen und Auszeichnungen
Wohlmeyer erhielt 1976 das Große Ehrenzeichen für Verdienste um die Republik Österreich. Obwohl Manager wurde er 1978 mit der Goldenen Arbeiterkammermedaille ausgezeichnet. 1979 erhielt er den Hans-Kudlich-Preis der Österreichischen Gesellschaft für Land- und Forstwirtschaftspolitik und im Jahr 1986 die Silberne Ehrenmedaille der Handelskammer Niederösterreich. Die Universität für Bodenkultur verlieh ihm im Jahr 1984 den Ehrentitel „Senator h. c.“ und das Wissenschaftsministerium im Jahr 1987 den Berufstitel „Professor“.

## Publikationen
- Globales Schafe Scheren: Gegen eine Politik des Niedergangs. Edition Va Bene, 2006, ISBN 3-85167-183-X.
- Empörung in Europa: Wege aus der Krise. Wien 2012.